# Seeket Madputeh
Seeket Madputeh (thailändisch ซีเกต หมาดปูเต๊ะ, * 9. März 1989 in Satun), auch als Ket (thailändisch เกต)  bekannt, ist ein thailändischer Fußballspieler.

## Karriere

### Verein
Seeket Madputeh erlernte das Fußballspielen in der Jugendmannschaft vom Chonburi FC in Chonburi. Seinen ersten Vertrag unterschrieb er 2009 beim Erstligisten Pattaya United. Bis 2012 stand er für die Dolpins 18 Mal auf dem Spielfeld. 2013 wechselte er nach Bangkok zum Ligakonkurrenten Army United. Die Rückserie 2013 wurde er an den ebenfalls in Bangkok ansässigen Singhtarua FC ausgeliehen. 2015 verließ er die Army und unterschrieb einen Vertrag beim Zweitligisten PTT Rayong FC in Rayong. Der Zweitligist PT Prachuap FC nahm ihn 2017 unter Vertrag. Mit dem Verein wurde er in seiner ersten Saison Dritter der Zweiten Liga und stieg somit in die Erste Liga auf. 2019 gewann er mit PT den Thai League Cup. Hier besiegte man Buriram United im Elfmeterschießen.  Am 29. Mai 2022 stand er mit PT erneut im Finale des Thai League Cup. Hier unterlag man im BG Stadium Buriram United mit 4:0. Für den Klub absolvierte er 89 Ligaspiele. Im Juni 2022 wechselte er zu dem ebenfalls in der ersten Liga spielenden Nongbua Pitchaya FC. Am Ende der Saison 2022/23 musste er mit Nongbua als Tabellenvorletzter den Weg in die Zweitklassigkeit antreten. Nach dem Abstieg verließ er den Verein und schloss sich dem ebenfalls aus der ersten Liga abgestiegenen Lampang FC. Für den Verein aus Lampang bestritt er 32 Zweitligaspiele. Nach einer Spielzeit wechselte er im Juli 2024 zum Drittligisten Udon United FC. Mit dem Verein aus Udon Thani spielt er in der North/Eastern Region der Liga.

### Nationalmannschaft
Seeket Madputeh  spielte von 2008 bis 2009 sechsmal für U-19 Nationalmannschaft. 2011 spielte er fünfmal in der U-23.

## Erfolge
PT Prachuap FC
- Thailändischer Ligapokalsieger: 2019
- Thailändischer Ligapokalfinalist: 2021/22